# Скотт-Браун, Дениз
Дениз Скотт-Браун, урождённая Лакофски (англ. Denise Scott Brown; род. 3 октября 1931) — американский архитектор, проектировщик, писатель, педагог и руководитель фирмы «Venturi, Scott Brown and Associates» в Филадельфии.  Скотт Браун и её муж и партнёр, Роберт Вентури, считаются одними из самых влиятельных архитекторов двадцатого века, как благодаря своей архитектуре и планированию, так и за преподавание и теоретические работы по архитектуре.

## Биография

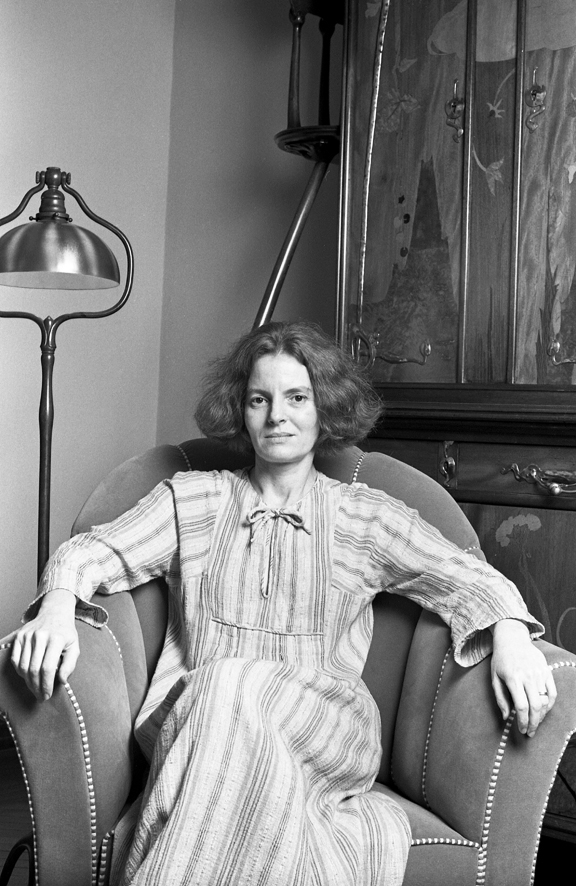
Дениз Скотт-Браун в своём доме в 1978 году

Дениз Лакофски родилась 3 октября 1931 года в Нкане, Замбия, в еврейской семье Саймона и Филлис (Хепкер) Лакофски. Когда ей было пять лет, она решила, что станет архитектором, поэтому летнее время она проводила работая с архитекторами, а с 1948 по 1952 год училась в южноафриканском Витватерсрандском университете. Некоторое время она занималась либеральной политикой, но была разочарована неприятием женщин на местах. Работая на модернистского архитектора Фредерика Гибберда, в 1952 году Дениз Лакофски перебралась в Лондон, где продолжила своё образование. Она поступила в Архитектурную школу Архитектурной ассоциации, чтобы усвоить «полезные навыки в построении справедливой Южной Африки». Здесь в 1954 году она встретила своего первого мужа Роберта Скотта-Брауна, а 21 июля 1955 года, получив высшее образование, они сыграли свадьбу. В 1959 году Дениз овдовела: Роберт Скотт-Браун погиб в автомобильной аварии.
Дениз Скотт-Браун получила степень магистра архитектуры и была приглашена на работу в Пенсильванский университет. На собрании преподавателей в 1960 году она выступила против сноса университетской библиотеки (ныне Библиотека изящных искусств Фишера), спроектированной филадельфийским архитектором Фрэнком Фернессом. На встрече она познакомилась с молодым архитектором Робертом Вентури. Они стали сотрудничать и вместе преподавали курсы с 1962 по 1964 год.
Скотт-Браун покинула Пенсильванский университет в 1965 году. Став известным учёным в области городского планирования, она преподавала в Калифорнийском университете в Беркли, а затем была назначена сопредседателем Программы городского дизайна Калифорнийского университета в Лос-Анджелесе. В годы работы в Калифорнии Скотт-Браун заинтересовалась городами Лос-Анджелесом и Лас-Вегасом. Она пригласила Вентури посетить её занятия в Калифорнийском университете в Лос-Анджелесе, а в 1966 году попросила его посетить с ней Лас-Вегас. 23 июля 1967 года они поженились в Санта-Монике, штат Калифорния.
Скотт-Браун вернулась в Филадельфию в 1967 году, чтобы присоединиться к фирме Роберта Вентури «Venturi and Rauch», и стала главным ответственным за планирование в 1969 году. Она также стала совладелицей фирмы, которая сменила название на «Вентури, Раух & Скотт-Браун» — по фамилиям партнёров. В 1989 году Скотт-Браун опубликовала эссе «Комната наверху? Сексизм и звёздная система в архитектуре». Скотт-Браун написала это эссе ещё в 1975 году, но решила не публиковать его в то время, опасаясь повредить своей карьере. В эссе описывается её борьба за признание в качестве равноправного партнёра фирмы в архитектурном мире, в котором преобладали мужчины. С тех пор она выступает за права женщин в архитектуре и неоднократно высказывалась о дискриминации в этой профессии.
Скотт-Браун позже преподавала в Йельском университете. Она разработала курсы, которые поощряли архитекторов изучать проблемы городской среды с использованием как традиционных эмпирических методов социальных наук, так и медиа-исследований и поп-культуры. В 2003 году она была приглашённым лектором в Высшей школе дизайна Гарвардского университета.
В 1972 году Скотт-Браун с соавторами написала книгу «Уроки Лас-Вегаса: забытый символизм архитектурной формы», где опубликованы исследования Лас-Вегас-Стрип. В книге были введены термины «утка» и «украшенный сарай» как типы соотношения архитектурного стиля и предназначения здания. Скотт-Браун и Вентури стремились понять город с социальной, экономической и культурной точек зрения, рассматривая его как набор сложных систем при планировании.

## Опубликованные работы
- Denise Scott Brown, Room at the top? Sexism and the Star System in Architecture, 1989, in: RENDELL, J., PENNER, B. and BORDEN, I. (ed.): Gender Space Architecture. An Interdisciplinary Introduction, Routhledge, New York, 2000, p 258-265
- Роберт Вентури, Дениз Скотт-Браун, Стивен Айзенур. Уроки Лас-Вегаса: Забытый символизм архитектурной формы / Пер. с англ. Ивана Третьякова – М.: Strelka Press, 2015. – 212 c. ISBN 978-5-906264-36-7[6] // Learning from Las Vegas: the Forgotten Symbolism of Architectural Form, (with Robert Venturi and Steven Izenour), Cambridge: MIT Press, 1972; revised edition 1977. ISBN 0-262-72006-X